# Jonas Burgert
Jonas Burgert (Berlino, 1969) è un pittore tedesco.

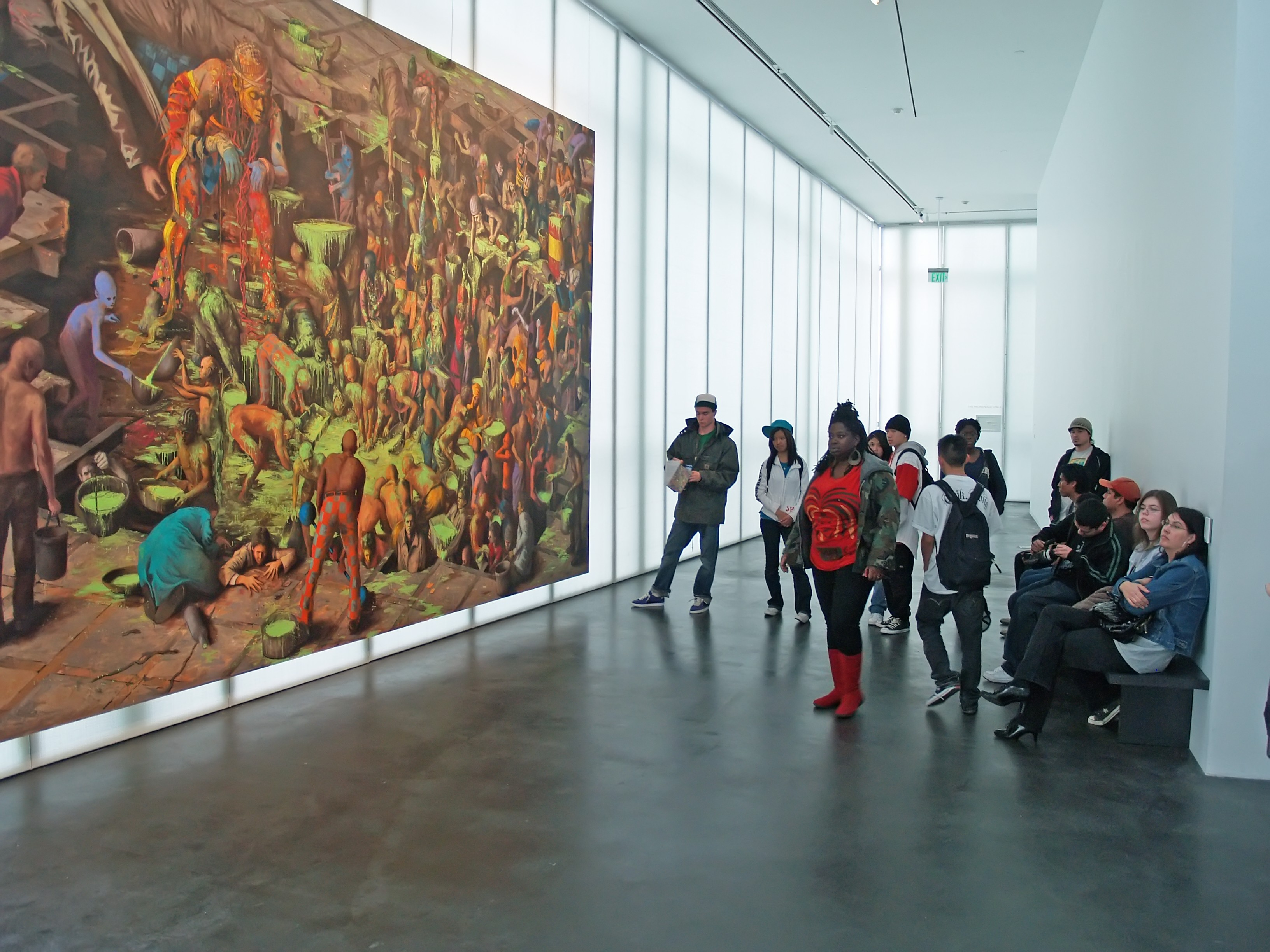
Gli spettatori del dipinto di Burgert "Second Day Nothing" al Denver Museum of Contemporary Art.

Dopo aver studiato presso l'Universität der Künste di Berlino ha esposto lavori in numerose mostre tra cui "Rohkunstbau" allo Stipendiaten di Berlino, "Geschichtenerzähler" all'Hamburger Kunsthalle e "Dis-Positiv" allo Staatsbank di Berlino.
Burgert ha esposto a livello internazionale in musei e gallerie come la Galerie Sfeir-Semler di Beirut, Villa Manin di Passariano e Galleria Poggiali a Firenze e ha fatto parte della Biennale Malerei a Stoccolma nel 2003. Inoltre ha esposto a Seattle, Mumbai, Londra e Denver.
È rappresentato da Produzentengalerie ad Amburgo e BlainSouthern a Londra.
Da gennaio ad aprile 2017 ha esposto la sua prima personale in Italia al MAMbo di Bologna intitolata "Lotsucht. Scandagliodipendenza".